# مبنى مقر الدار
مبنى مقر الدار يعتبر أول مبنى دائري في منطقة الشرق الأوسط يقع في مدينة أبو ظبي، الإمارات العربية المتحدة. يتألف البناء من 23 طابقاً بارتفاع 110 أمتار. وقد حصل المبنى في عام 2008 على جائزة أفضل تصميم مستقبلي في مؤتمر بلدنغ إكستشاينج.